# Караман (провінція)
Караман (тур. Karaman) — провінція в Туреччині, розташована в регіоні Центральна Анатолія. Столиця — Караман.

## Історія
Сучасна провінція Караман обіймає територію історичної області на південному сході Малої Азії, в античності — Лікаонії. Після завоювання турками-сельджуками візантійських земель Малої Азії — Конійський султанат Сельджуцької держави (1077—1307); після 1307 року розпався на дрібні ханства, одне з яких — бейлик Османа — стало центром утвореної на початку XIV ст. Османської імперії. З кінця XV ст. провінція з центром у місті Караман (раніше — Ларанда).